# ポップマターズ
『ポップマターズ』（PopMatters）は、ポップカルチャーの様々な側面を扱う国際的な文化批評オンラインマガジン。『ポップマターズ』は、音楽、テレビ、映画、書籍、ビデオゲーム、コミック、スポーツ、演劇、視覚芸術、旅行、インターネットといった分野における文化的製品や表現に関するレビュー、インタビュー、エッセイを掲載している。

## 略歴
文化研究の学術リソース・サイト『ポップカルチャーズ（PopCultures）』をかつて設立していたサラ・ズプコ（Sarah Zupko）によって『ポップマターズ』は設立された。『ポップマターズ』は、様々なメディア製品に関する独自のエッセイ、レビュー、批評を提供する姉妹サイトとして、1999年後半に開設されたものである。時が経つにつれ、サイトは週刊から週5日刊行の雑誌へと形式を移行し、定期的なレビュー、特集記事、コラムを掲載するようになっていった。2005年秋には、月間読者数が100万人を超えた。
2006年以降、『ポップマターズ』は、マクラッチー・トリビューン・ニュース・サービス向けに複数のシンジケート新聞コラムを制作した。2009年までに、毎週4つのポップカルチャー関連のコラムが掲載されるようになった。
ポップマターズ・ブック・インプリントは、2012年5月にタイタン・ブックスより、メアリー・マネー編『Joss Whedon: The Complete Companion』を出版した。また、2008年から2009年には、カウンターポイント/ソフト・スカルと共同で、ザカリー・メキシコ著『China Underground』、エドワード・ホワイトロックとデイヴィッド・ヤンセン著『Apocalypse Jukebox: The End of the World in American Popular Music』、イアン・エリス著『Rebels Wit Attitude: Subversive Rock Humorists』、ミキータ・ブロットマン著『The Solitary Vice: Against Reading』を含む4冊のシリーズを出版した。

## スタッフ
『ポップマターズ』は、世界中の寄稿者によるコンテンツを出版している。スタッフには、学者やプロのジャーナリストから、キャリアのあるプロフェッショナル、そして初めて執筆するライターまで、幅広い経歴を持つライターがいる。多くのライターは、様々な研究分野で出版経験のある権威となっている。著名な過去の寄稿者には、「Slate」の政治記者デヴィッド・ワイゲル、「Grantland」のスタッフ・ライターで『Whatever Happened to Alternative Nation?』の著者スティーヴン・ハイデン、「The New Inquiry」の編集長ロブ・ホーニングなどがいる。現在、カレン・ザーカー（Karen Zarker）が編集長を務めている。